# Lista de deputados estaduais de Mato Grosso da 9.ª legislatura
Essa é uma lista de deputados estaduais de Mato Grosso eleitos para o período 1979-1983. 24 deputados.

## Composição das bancadas
| Partido | Líder                 | Bancada | Posição  |
| ------- | --------------------- | ------- | -------- |
| ARENA   | Benedito Alves Ferraz | 16 / 24 | Governo  |
| MDB     | Márcio Lacerda        | 8 / 24  | Oposição |

## Deputados estaduais
| Número | Deputados estaduais eleitos        | Partido | Votação | Percentual | Cidade onde nasceu          | Unidade federativa |
| 11825  | Aldo Ribeiro Borges                | ARENA   | 4.717   |            | Lages                       | Santa Catarina     |
| 11804  | Ary Leite de Campos                | ARENA   | 7.149   |            | Várzea Grande               | Mato Grosso        |
| 11243  | Benedito Alves Ferraz              | ARENA   | 5.358   |            | Cuiabá                      | Mato Grosso        |
| 11163  | Cândido Borges Leal Jr             | ARENA   | 3.970   |            | Rondonópolis                | Mato Grosso        |
| 15435  | Dante de Oliveira                  | MDB     | 4.880   |            | Cuiabá                      | Mato Grosso        |
| 11336  | Djalma Carneiro da Rocha           | ARENA   | 4.041   |            | Formoso                     | Minas Gerais       |
| 11305  | Eduino Jácomo Orione               | ARENA   | 3.981   |            | Guiratinga                  | Mato Grosso        |
| 11345  | Estevão Torquato da Silva          | ARENA   | 5.042   |            | Cuiabá                      | Mato Grosso        |
| 15196  | Evaristo Roberto Vieira Cruz       | MDB     | 6.232   |            | Sereno de Cataguases        | Minas Gerais       |
| 11788  | Hitler Sansão                      | ARENA   | 5.286   |            | Barra do Bugres             | Mato Grosso        |
| 15496  | Isaías Borges de Rezende           | MDB     | 3.761   |            | Tangará da Serra            | Mato Grosso        |
| 11548  | João Bosco da Silva                | ARENA   | 5.129   |            | Nossa Senhora do Livramento | Mato Grosso        |
| 15991  | João da Silva Torres               | MDB     | 2.800   |            | Campo Verde                 | Mato Grosso        |
| 11704  | José Amando Barbosa Mota           | ARENA   | 6.103   |            | Crateús                     | Ceará              |
| 15845  | José Márcio Panoff de Lacerda      | MDB     | 3.038   |            | Corumbá                     | Mato Grosso do Sul |
| 11741  | Moisés Feltrin                     | ARENA   | 5.635   |            | Corumbá                     | Mato Grosso do Sul |
| 11454  | Oscar da Costa Ribeiro             | ARENA   | 8.086   |            | Santo Antônio de Leverger   | Mato Grosso        |
| 11610  | Osvaldo Sobrinho                   | ARENA   | 10.538  |            | Pirapozinho                 | São Paulo          |
| 11360  | Oswaldo Cândido Pereira            | ARENA   | 4.332   |            | Paranatinga                 | Mato Grosso        |
| 15985  | Paulo Pereira Nogueira             | MDB     | 2.998   |            | Alto Garças                 | Mato Grosso        |
| 11500  | Ricardo José Santa Cecília Correia | ARENA   | 4.937   |            | Uberlândia                  | Minas Gerais       |
| 11739  | Sarita Baracat de Arruda           | ARENA   | 5.949   |            | Várzea Grande               | Mato Grosso        |
| 11775  | Ubiratan Spinelli                  | ARENA   | 4.435   |            | Poxoréu                     | Mato Grosso        |
| 11252  | Zanete Ferreira Cardinal           | ARENA   | 5.710   |            | Bossoroca                   | Rio Grande do Sul  |